# Lu Feng
Lu Feng (en chino:   陆峰)  (* Luoyang, 12 de noviembre de 1981) es un futbolista chino, se desempeña como centrocampista y capitán del Henan Jianye FC.

## Clubes
| Club            | País  | Año         | Partidos | Goles |
| Henan Jianye FC | China | 2001 - 2003 | 26       | 0     |
| Qingdao Jonoon  | China | 2004 - 2005 | 46       | 7     |
| Henan Jianye FC | China | 2006 -      | 155      | 12    |

## Palmarés

### Campeonatos nacionales
- Henan Jianye FC
  - Primera Liga China: 2006